# Daniel Naborowski
Daniel Naborowski (Cracovia, ca. 1573 – Vilnius, ca. 1640) è stato un poeta e scrittore polacco.

## Biografia
Nacque a Cracovia. Di fede calvinista, iniziò i suoi studi a Wittenberg dal 1590 al 1593 e a Basilea dal 1593 al 1595, dove studiò medicina. In seguito si trasferì in Francia, a Orléans, dove studiò diritto e a Padova dove ricevette lezioni private di meccanica da Galileo. Tornato nella Confederazione polacco-lituana si unì alla corte del magnate Janusz Radziwiłł, divenendo suo segretario e medico personale.
Dopo la morte di Radziwiłł si trasferì alla corte del principe Krzysztof Radziwiłł.
Alcune delle sue opere vennero pubblicate nel XVII secolo. Oltre alle poesie, Naborowski scrisse lettere, epitaffi e lamenti per lo più lodando la vita pacifica del paese nello spirito del sarmatismo. Tradusse tre sonetti di Petrarca, usando l'alessandrino polacco invece dell'endecasillabo e il Trionfo d'amore, dedicandolo al principe Ladislao IV.
Molte delle sue opere gli vennero attribuite solo nella seconda metà dell'Ottocento.